# Sweden Rock Festival
Lo Sweden Rock Festival è un festival che si tiene annualmente in Svezia dal 1992, incentrato sulla musica rock.
La prima edizione si è svolta a Olofström, per le cinque edizioni successive la manifestazione si è spostata a Karlsham, ma dal 1998 si svolge a Norje, nei pressi di Sölvesborg.
Nel 1992 il festival prevedeva l'esibizione di sole nove band, l'anno successivo fu esteso a due giorni e il livello delle band cominciò a salire, tanto che dall'edizione del 2000 la durata è stata portata tre giorni, per poi tornare a due dall'anno successivo.
Nel 2003 al 2006 la durata è stata riportata a tre giornate, estese a quattro dal 2007.

## Edizione 1992
6 giugno, Olofström.
- Goda Grannar, Madgic Crowd, Nazareth, Peps Persson, Steve & the Lloyds, Stonecake, Sweet Little Company, The Sinners, Wishbone Ash.

## Edizione 1993
11-12 giugno, Karlshamn.
- Bachman-Turner Overdrive, Backstage Queen, Björnsson, Bombyces Bryggeri, Bryngelsson Blues Blend, Clawfinger, Crossroad Jam, Dragonflies in Bloomers, Frank Marino & Mahogany Rush, Hof's, John Mayall & the Bluesbreakers, Nine Below Zero, Peps Persson, Something, Stars On Mars, T For Trouble, The Boppers, The Hooters.

## Edizione 1994
10-11 giugno, Karlshamn.
- Bazooka, Blackfoot, Blues Bag, Brainpool, Caamora, Deep Purple, Dia Psalma, Electric Boys, Emeth, Green, Joddla med Siv, KSMB, Lisa Ekdahl, Mountain, Pride and Glory, Red Cloud, Sinn Fenn, Skintrade, Sven Zetterberg & Chicago Express, Sweet, Underdog, Uriah Heep.

## Edizione 1995
16-17 giugno, Karlshamn.
- Abstrakt Algebra, Billy Bremner & The Refreshments, Black Sabbath, Bob hund, Electric Eskimoes, Fairport Convention, Flaped Forge, Fleetwood Mac, Freak Kitchen, Jukka Tolonen Band, Kashmir, Kent, Lars Demian, Led Zeppelin Jam, Los Stjärtgroggs, Mary Beats Jane, Pat Travers, Planet Waves, Rolf Wikström, Sator, Sky High, Spirutual Beggars, The Pogues, The Quill, Trouble, Urban Turban, W.E.T, Vitality.

## Edizione 1996
14-15 giugno, Karlshamn.
- Blues Bag, Bo Wilson Band, Creedence Clearwater Revisited, Deep Purple, Dizzy Mizz Lizzy, Drain, Freak Kitchen, Garmarna, The Georgia Satellites, Joe D'ursu, Kent, Llashram, Lynyrd Skynyrd, Naked, Sigge Hill, Sinn Fenn, Status Quo, Stefan Sundström, Uffe Larsson.

## Edizione 1997
13-14 giugno, Karlshamn.
- Alfheims, Chris Jagger Zydeco Band, Cross Eyed Mary, Dublin Fair, Freak Kitchen, Goda Grannar, The Hellacopters, Innocent Blood, Led Zeppelin Jam, Locomotive Breath, Mick Taylor All Star Band, Molly Hatchet, M-Train, Nazareth, Nomads, overdrive, Saxon, Simón Bolívar, Staffan Hellstrand, Ten Years After, The Blues Band.

## Edizione 1998
5-6 giugno, Norje Havsbad.
- Alice Cooper, Andrew Strong, Backyard Babies, Black Ingvars, Blue Öyster Cult, Clawfinger, Creedence Clearwater Revisited, D-A-D, Dash Rip Rock, Dee Snider, Freak Kitchen, Goda Grannar, HammerFall, Hjalle & Heavy, Håkan Hemlin, John Norum, Johnny Lang, Locomotive Breath, Motörhead, Mountain, Peps Down Home Blues Band, Push, Simple Minds, Sobsister, Speaker, Spiritual Beggars, Status Quo.

## Edizione 1999
11-12 giugno, Norje Havsbad.
- Budgie, Canned Heat, Captain Beyond, Dave Hole, David Lee Roth, Dare, Deep Purple, Dio, Entombed, Freak Kitchen, Gamma Ray, HammerFall, LA Doors, Lion's Share, LOK, Lotus + Brian Robertson, Manowar, Mercyful Fate, Motörhead, MSG, Scorpions, The Quill, U.D.O..

## Edizione 2000
9-10-11 giugno, Norje Havsbad.
- Alice Cooper, Armored Saint, Bai Bang, Bigelf, Dash Rip Rock, Dave Hole, Demon, Dio, Edguy, Evergrey, Fivefifteen, Frank Marino & Mahogany Rush, Freak Kitchen, Goda Grannar, In Flames, John Norum Group + Brian Robertson, King Diamond, King's X, Lynyrd Skynyrd, Molly Hatchet, Primal Fear, Running Wild, Saxon, Stratovarius, Street Legal, The Midnight Blues, Union, Yngwie Malmsteen.

## Edizione 2001
8-9 giugno, Norje Havsbad.
- AC/DC Jam, Angel, Bigelf, Bosse, Dee Snider, Dokken, Freak Kitchen, Gary Moore, Glenn Hughes, Goda Grannar, Grave Digger, HammerFall, Helloween, Hensley/Lawton Band, House of Shakira, Lion's Share, Lotus, Manny Charlton Band, Metalium, Moxy, Mustasch, Nitzinger, Nocturnal Rites, Pretty Maids, Rise and Shine, Rose Tattoo, Southern Rock Allstars, Symphony X, Talisman, Tang, The Flower Kings, U.D.O, Uli John Roth, W.A.S.P..

## Edizione 2002
7-8 giugno, Norje Havsbad.
- 220 Volt, Aurora, Bruce Dickinson, Candlemass, Cryonic Temple, Damned Nation, Destiny, Doc Holliday, Doro, Dream Evil, Evergrey, Five Fifteen, Freak Kitchen, Freedom Call, Freternia, Gamma Ray, Girlschool, Goda Grannar, Halford, Hanoi Rocks, John Kay & Steppenwolf, Lizard, Locomotive Breath, Lost Horizon, Magnum, Manfred Mann's Earth Band, Meldrum, Michael Katon, Motörhead, Rage, Reclusion, Saxon, Slowgate, Snakegod, Status Quo, Steel Attack, Ted Nugent, Virgin Steele, Wolf.

## Edizione 2003
6-7-8 giugno, Norje Havsbad.
- A.C.T, Angra, Anthrax, Arch Nemesis, Axenstar, Blind Guardian, Budgie, Burning Point, Chrome Shift, Crystal Eyes, Danko Jones, Darkane, Demon, DragonForce, Dumper, Fairyland, Falconer, Finntroll, Ignition, Jethro Tull, Kamelot, Krokus, Locomotive Breath con Nicky Moore, Masterplan, Motörhead, Mörk Gryning, Pagan's Mind, Paul Di'Anno & Killers, Peer Günt, Platitude, Queensrÿche, Rob Tognoni, Sepultura, Sky High, Slow Train with Nicky Moore, Sonata Arctica, Spearfish con Svenne Hedlund, Squealer, Stormwind, Syron Vanes, Tad Morose, Talisman, Tankard, The Provenance, The Storyteller, Turning Leaf, Twinball, Twisted Sister, Uriah Heep, Whitesnake, Wishbone Ash, Y&T, Yes.

## Edizione 2004
10-11-12 giugno, Norje Havsbad.
- Abramis Brama, April Wine, Astral Doors, Axel Rudi Pell, Beseech, Brainstorm, Carnal Forge, Children of Bodom, Coney Hatch, Crazy Led of Mika Järvinen, D-A-D, Danger Danger, Debase, Dr. Feelgood, Eddie Meduza Tribute, Entombed, Europe, Exodus, Foghat, Grand Magus, Hawkwind, Heart, Helloween, Hirax, In Flames, Judas Priest, Kingdom Come, Lake of Tears, Lost Horizon, Lumsk, Magic Slim & The Teardrops, Maryslim, Memory Garden, Monster Magnet, Montrose, Narnia, Nicky Moore canta i Samson, Nifelheim, Nightwish, Opeth, Paragon, Pat Travers, Pathos, Persuader, Pink Cream 69, Raceway, Ritual, Scorpions, Slade, Spearfish, Spridda Skurars, Sun Caged, TNT, Testament, The Haunted, Trading Fate, U.D.O., UFO, Wasa Express, Y&T.

## Edizione 2005
9-10-11 giugno, Norje Havsbad.

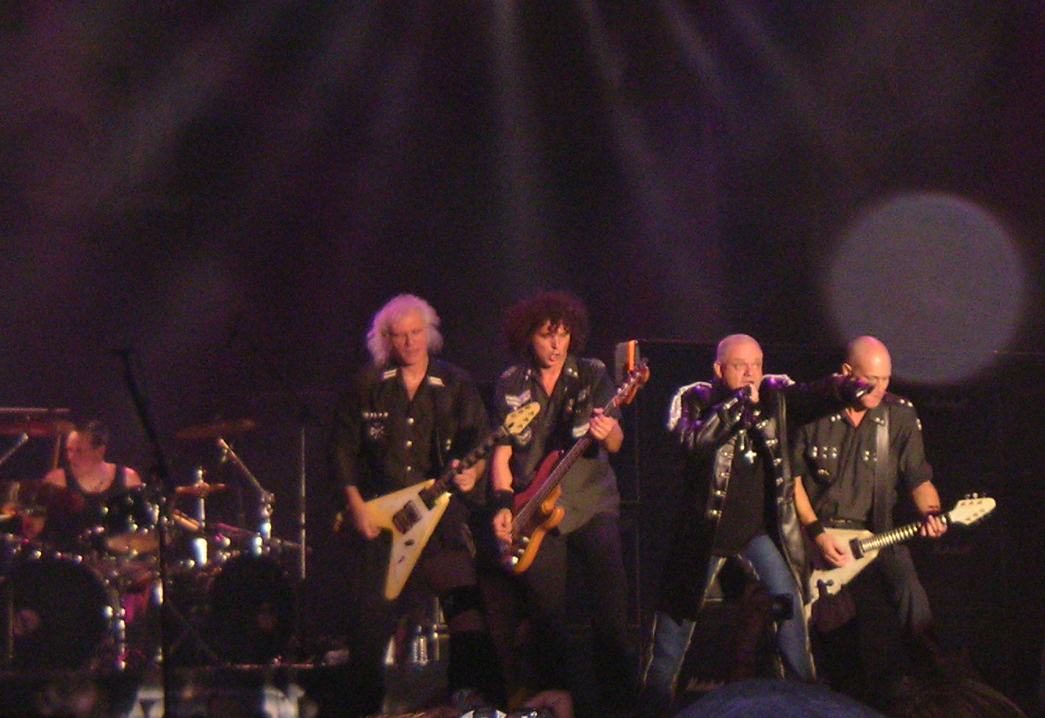
Gli Accept allo Sweden Rock 2005

- A.C.T, Accept, Anthrax, Behemoth, Black Label Society, Blackfoot, Candlemass, Crucified Barbara, Crystal Eyes, Defleshed, Diamond Head, Dio, Dream Theater, Face Down, Force Of Evil, Freak Kitchen, Gemini5, Goda Grannar, HammerFall, Helix, Hellfueled, Jug Mckenzie, Kansas, Kim Mitchell, Lana Lane, Magnum, Megadeth, Morgana Lefay, Motörhead, Mustasch, Mötley Crüe, Napalm Death, Nazareth, Nightingale, Overkill, Pagan's Mind, Rob Rock, Robin Trower, Sabaton, Sammy Hagar and The Wabos, Satanic Slaughter, Savoy Brown, Saxon, Sebastian Bach, Shakra, Sonata Arctica, Statetrooper, Status Quo, Styx, Symphorce, Ten 67, The Lizards, The Ring, Therion, Thyrfing, Trettioåriga Kriget, Vixen, We, Within Temptation, Yngwie Malmsteen.

## Edizione 2006
8-9-10 giugno, Norje Havsbad.

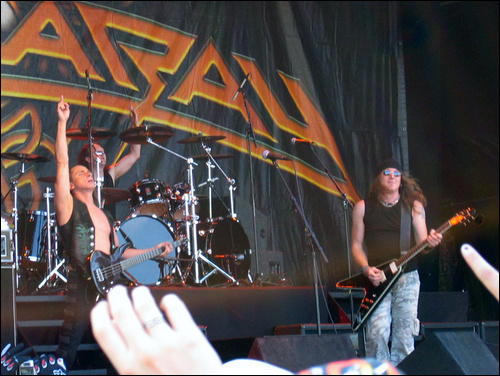
I Gamma Ray allo Sweden Rock 2006

- Alice Cooper, Anvil, Arch Enemy, Baldroom Blitz, Blitzkrieg, Bonfire, Bullet, Cactus, Cathedral, Celtic Frost, Cloudscape, Crucified Barbara, Deep Purple, Def Leppard, Doro, DragonForce, Easy Action, Edguy, Entombed, Evergrey, Extrema, Firewind, From Behind, Gamma Ray, Gehennah, George Thorogood & The Destroyers, Goda Grannar, Gotthard, Grave, Hardcore Superstar, House of Shakira, Jaded Heart, Jeff Healey Ban, Journey, Kamelot, Krokus, Leaf Hound, Lord Belial, Metal Church, Michael Schenker Group, Molly Hatchet, Nasty Idols, Neil Turbin's Deathriders, Nevermore, Obituary, Onslaught, overdrive, Porcupine Tree, Queensrÿche, Raise Hell, Sleazy Joe, Sodom, Ted Nugent, The Playboys, The Poodles, The Quill, The Sensational Alex Harvey Band, The Storyteller, Sweet, Tigertailz, Treat, Vanden Plas, Venom, Victory, W.A.S.P., Whitesnake.

## Edizione 2007
6-7-8-9 giugno, Norje Havsbad.

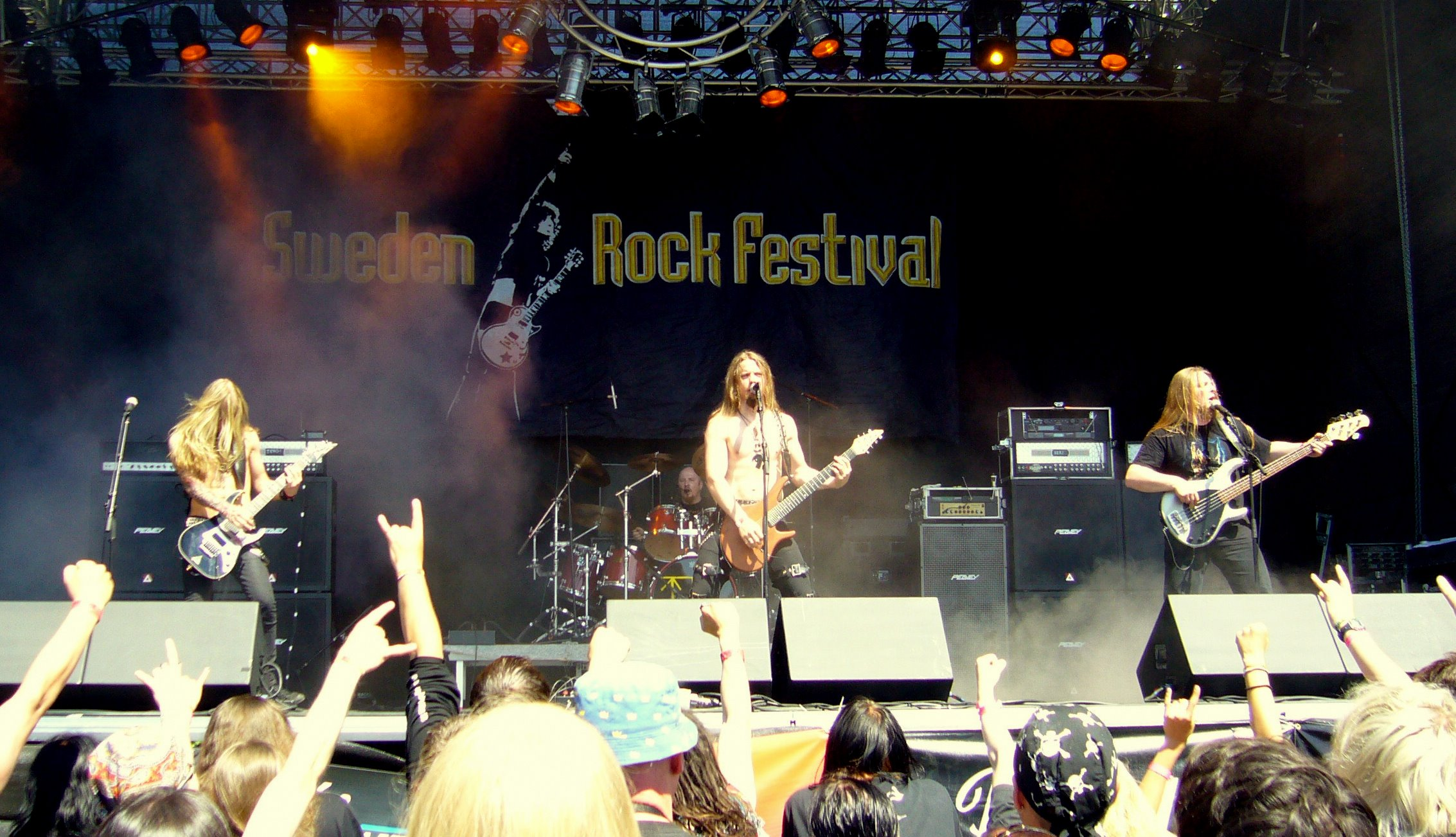
I Týr allo SwedenRock 2007

Aerosmith, After Forever, All Ends, Amon Amarth, Andromeda, Anekdoten, Annihilator, Archer, Axel Rudi Pell, Backdraft, BadDadz & Big Bear, Baltimoore, BC & Heartkeys, Black Debbath, Black Oak Arkansas, Blind Guardian, Bloodbound, Bluestone Co+Chris Duarte, Circus Maximus, Crashdïet, Crazy Lixx, Dark Tranquillity, Dimmu Borgir, Eldritch, Falconer, Fastway, Focus, Gov't Mule, Hardcore Superstar, Heaven & Hell, Hellfueled, Hinder, Iced Earth, Korpiklaani, Kreator, Krux, Lion's Share, Magic Pie, Marduk, McQueen, Meat Loaf, Memfis, Motörhead, Mountain of Power, Nocturnal Rites, November, Point Blank, Pretty Maids, Quiet Riot, Quireboys, Randy Pipers Animal, REO Speedwagon, Scorpions, Skid Row, Solid Ground, Sören Berlevs Gas Show, Soul Doctor, Sturm und Drang, Suzi Quatro, Switchblade, Symphony X, Talisman, The Answer, The Australian Pink Floyd Show, Thin Lizzy, Thunder, Tiamat, Tokyo Dragons, Trail of Tears, Trouble, Tyr, U.D.O., Vomitory, White Lion, Wolf, Zan Clan

## Edizione 2008
4-5-6-7 giugno, Norje Havsbad.

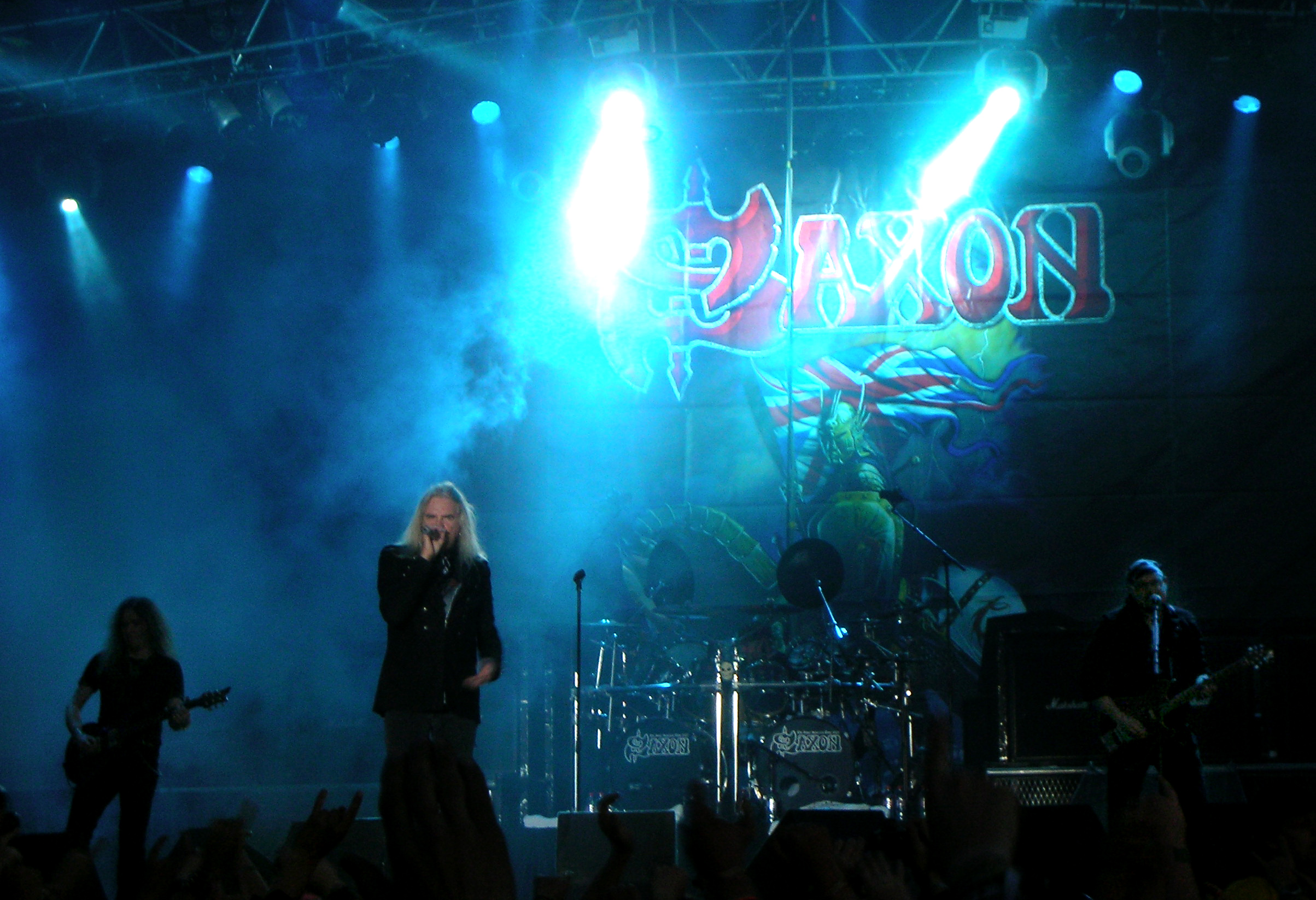
I Saxon allo Sweden Rock 2008

45 Degree Woman, Ace Frehley, Airbourne, Ammotrack, Apocalyptica, April Divine, Archer, Astral Doors, At the Gates, Avatar, Axewitch, Birth Control, Black Stone Cherry, Blue Öyster Cult, Boil, Bonafide, Carcass, Coheed & Cambria, Dampungarna, Dare, Def Leppard, Derringer, Disturbed, Eläkeläiset, Electric Light Orchestra, Faith, Fastway, Fatal Smile, Five Fifteen, Glyder, Goda Grannar / Good Neighbours, Gotthard, Graveyard, H.E.A.T., Hanoi Rocks, Happy Pill, Havana Black, Hensley/Lawton & Live Fire, Joe Satriani, Judas Priest, Korpiklaani, Lizzy Borden, Ministry, Mucc, Mustasch, Negative, Omar & The Howlers, Pain of Salvation, Picture, Poison, Primal Fear, Primordial, Ratt, Royal Hunt, Sabaton, Satyricon, Saxon, Shakin' Street, Sister Sin, Sonic Syndicate, Stormwarrior, Svölk, Sweet Savage, Tesla, Testament, The Blues Band, The Citadell, The Poodles, Avantasia, Triumph, Vivian, Volbeat, Whitesnake.

## Edizione 2009
3-4-5-6 giugno, Norje Havsbad.
| 3 giugno       |            |                                             |                                                      |                                              |
| Festival stage | Rock stage | Sweden stage                                | Gibson stage                                         | Zeppelin stage                               |
| (closed)       | (closed)   | Uriah Heep Amon Amarth Sevendust Deathstars | Piligrimz The Chair Covered Call Hysterica Tracenine | Blaze Bayley Witchcraft Torch Innocent Rosie |

| 4 giugno                                   |                                        |                                         | |                                     |
| Festival stage                             | Rock stage                             | Sweden stage                            | Gibson stage | Zeppelin stage                      |
| Twisted Sister ZZ Top Candelmass Dan Baird | Hammerfall Flogging Molly Volbeat Rage | Over The Rainbow The Tubes Outlaws Pain | Vains Of Jenna Seventh Wonder Renegade Five Ground Mower Demonical The Breeze The Breath Thalamus God Damn Trio Lucy Seven Kaross Man.Machine.Industry Brute Keld Affecti Veternus | Bullet Tyketto H.E.A.T. Grand Magus |

| 5 giugno                                       |                                        |                               | |                                                 |
| Festival stage                                 | Rock stage                             | Sweden stage                  | Gibson stage                                                                                          | Zeppelin stage                                  |
| In Flames Foreigner Lita Ford Jon Oliva’s Pain | Motörhead Kamelot Marillion Neal Morse | Johnny Winter UFO Voivod THOR | Abramis Brama Eric Sardinas Eforcer Lujuria Black Tooth Amberian Dawn Powderhog Axident Avenue Chains | Crucified Barbara Demon Unleashed Deströyer 666 |

| 6 giugno                                         |                                        |                                   |                                                                                     |                                                           |
| Festival stage                                   | Rock stage                             | Sweden stage                      | Gibson stage                                                                        | Zeppelin stage                                            |
| Heaven & Hell Dream Theater Journey Impellitteri | Europe Electric Boys Riot Ripper Owens | Immortal Forbidden Blackfoot Tank | Helstar Goda Grannar Studiefrämjandet Babylon Bombs Hindenburg Fourever Trumduellen | Hot Leg Soilwork Kebnekajse Rifftävling Stormzone Sabaton |

## Edizione 2010

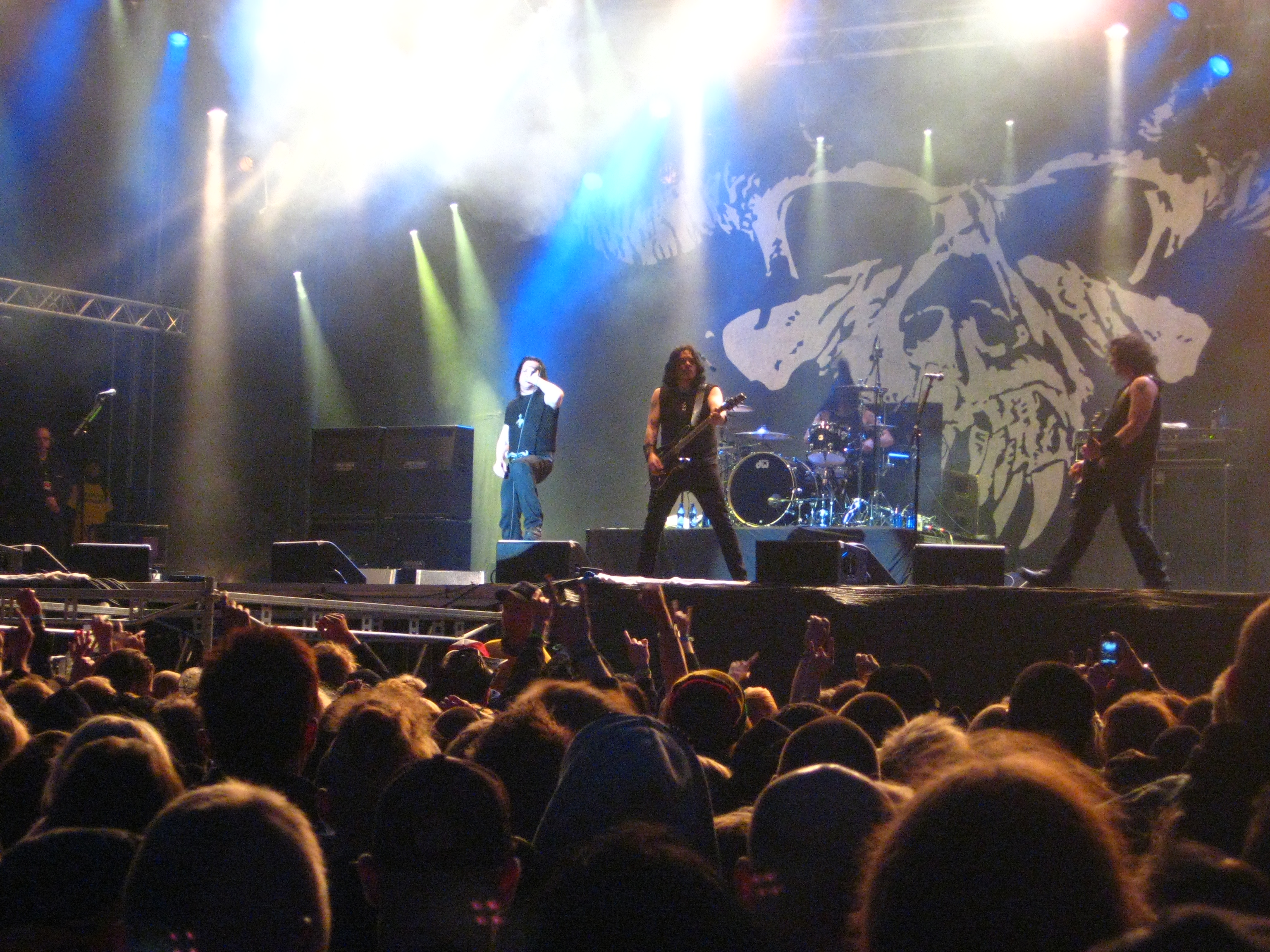
I Danzig allo Sweden Rock 2010

9-10-11-12 giugno, Norje Havsbad.
| Festival Stage                 |                                               |                                                     |
| Giovedì 10 giugno              | Venerdi 11 giugno                             | Sabato 12 giugno                                    |
| Aerosmith Slayer Ratt Nazareth | Gary Moore Cinderella Rick Springfield M.S.G. | Guns N' Roses Bachman & Turner Winger Fates Warning |

| Rock Stage                               |                                      |                                   |
| Giovedì 10 giugno                        | Venerdi 11 giugno                    | Sabato 12 giugno                  |
| Danzig Sabaton Mothers Finest Stone Sour | Billy Idol Magnum D-A-D Grave Digger | W.A.S.P. Opeth Unisonic Cathedral |

| Sweden Stage                         |                                |                                            |                              |
| Mercoledì 9 giugno                   | Giovedì 10 giugno              | Venerdi 11 giugno                          | Sabato 12 giugno             |
| U.D.O. Michael Monroe Alestorm Sator | Jorn Pendragon Y&T Dundertaget | Mustasch Steel Panther High on Fire Bigelf | Watain Saga Epica Dream Evil |

| Ronnie J. Dio Stage                                                |                                                                       |                                                                            |                                                       |
| Mercoledì 9 giugno                                                 | Giovedì 10 giugno                                                     | Venerdi 11 giugno                                                          | Sabato 12 giugno                                      |
| The Quireboys Steelwing F.K.U. Vinnare Battle of the Tribute Bands | Mayhem Amon Düül II Blackberry Smoke Death Angel Treat Damn Delicious | Behemoth Suicidial Tendencies Chicken Shack Praying Mantis Screaming Lords | Stratovarius Anvil Raven Point Blank Skyclad Nascency |

| Rocklassiker Tent (unplugged)              |                                                    |                                                    |                                                |
| Mercoledì 9 giugno                         | Giovedì 10 giugno                                  | Venerdi 11 giugno                                  | Sabato 12 giugno                               |
| Warrior Soul Nalle & His Crazy Ivans Kitto | The Quireboys Johan Edlund Evergrey Clinic/Tavling | Bonafide Pugh Rogefeldt Conny Bloom Clinic/Tavling | Dan Reed Nitzinger Praying Mantis Goda Grannar |

| Nemis Tent                                                                   | |                                                            |                                                                     |
| Mercoledì 9 giugno                                                           | Giovedì 10 giugno                                                                                  | Venerdi 11 giugno                                          | Sabato 12 giugno                                                    |
| The Murder Of My Sweet Lou Siffer & the Howling Demons I Am Hunger Hellspray | C.B.Murdoc In Mourning Salvation Serenade Faithful Darkness Generous Men Mama Kin Sarah Gave It Up | Urbandux April Divine Syconaut Moloken Malum Maim Inferior | Switch Opens Cellout Mascot Parade Sarea Lesra Lemon Bird Omnispawn |

## Edizione 2011
8-9-10-11 giugno, Norje Havsbad.
| Mercoledì 8 giugno | Giovedì 9 giugno | Venerdi 10 giugno | Sabato 11 giugno |
| --- | --- | --- | --- |
| Hardcore Superstar Five Horse Johnson Rhino Bucket Necronaut Crashdïet Black Veil Brides Seventribe Flasket Brinner* Nifelheim* Steelheart* Oz* | Judas Priest The Cult Accept Saxon Joan Jett & The Blackhearts Queensrÿche Morbid Angel Buckcherry Duff McKagan's Loaded Clutch FM Moonspell The Damned The Haunted Gwar Dan Reed Band Groundhogs | Whitesnake Rob Zombie Helloween Mr.Big Down Stryper Iced Earth Steelheart Mustach Overkill Doc Holliday Jason & The Scorchers Electric Wizard Agent Steel The Brew Ghost* | Ozzy Osbourne Styx Black Label Society Kansas Thin Lizzy Molly Hatchet Rhapsody Of Fire Hawkwind Spock's Beard Destruction Lee Aaron Walter Trout Angel Witch Rage (acoustic set) Mason Ruffner* Raubtier* |
| * Ordine in scaletta da confermare | | | |

## Edizione 2012
6-7-8-9 giugno, Norje Havsbad.
| Mercoledì 6 giugno                               | Giovedì 7 giugno                             | Venerdi 8 giugno                              | Sabato 9 giugno                     |
| ------------------------------------------------ | -------------------------------------------- | --------------------------------------------- | ----------------------------------- |
| Blue Öyster Cult Danko Jones Girlschool Hell ... | Mötley Crüe Gamma Ray Sacred Reich Slade ... | Lynyrd Skynyrd Edguy Symphony X Pentagram ... | Dimmu Borgir Graveyard Bonafide ... |